# Latvijas PSR čempionāts futbolā 1987
L'edizione 1987 del massimo campionato di calcio lettone fu la 43ª come competizione della Repubblica Socialista Sovietica Lettone; il titolo fu vinto dal Torpedo Rīga, giunto al suo terzo titolo.

## Formato
Il campionato era formato da quattordici squadre che si incontrarono in gare di andata e ritorno per un totale di 26 turni; erano assegnati due punti alla vittoria, un punto al pareggio e zero per la sconfitta.

## Classifica finale
|                        | Pos. | Squadra               | Pt | G  | V  | N  | P  | GF | GS | DR  |
| ---------------------- | ---- | --------------------- | -- | -- | -- | -- | -- | -- | -- | --- |
| RSS Lettone (bandiera) | 1.   | Torpedo Riga          | 39 | 26 | 15 | 9  | 2  | 43 | 15 | +28 |
|                        | 2.   | Celtnieks Daugavpils  | 37 | 26 | 16 | 5  | 5  | 44 | 21 | +23 |
|                        | 3.   | Gaismas Tehnika       | 36 | 26 | 14 | 8  | 4  | 51 | 18 | +43 |
|                        | 4.   | VEF Riga              | 32 | 26 | 11 | 10 | 5  | 33 | 21 | +12 |
|                        | 5.   | Celtnieks Rīga        | 31 | 26 | 12 | 7  | 7  | 48 | 24 | +24 |
|                        | 6.   | Junioru izlase        | 30 | 26 | 12 | 6  | 8  | 34 | 20 | +24 |
|                        | 7.   | Gauja Valmiera        | 30 | 26 | 11 | 8  | 7  | 36 | 23 | +13 |
|                        | 8.   | Jūrnieks              | 25 | 26 | 9  | 7  | 10 | 28 | 36 | -8  |
|                        | 9.   | Alfa Rīga             | 24 | 26 | 8  | 8  | 10 | 28 | 36 | -8  |
|                        | 10.  | Sarkanais Kvadrats    | 23 | 26 | 8  | 7  | 11 | 30 | 28 | +2  |
|                        | 11.  | Sarkanais Metalurgs   | 21 | 26 | 6  | 9  | 11 | 29 | 40 | -11 |
|                        | 12.  | Aditajs Ogre          | 16 | 26 | 7  | 2  | 17 | 28 | 71 | -43 |
|                        | 13.  | Mašīnbūvētājs Rēzekne | 14 | 26 | 4  | 6  | 16 | 25 | 58 | -33 |
|                        | 14.  | 9 Maijs Rigas rajons  | 6  | 26 | 1  | 4  | 21 | 14 | 60 | -46 |